# Duizel en Steensel

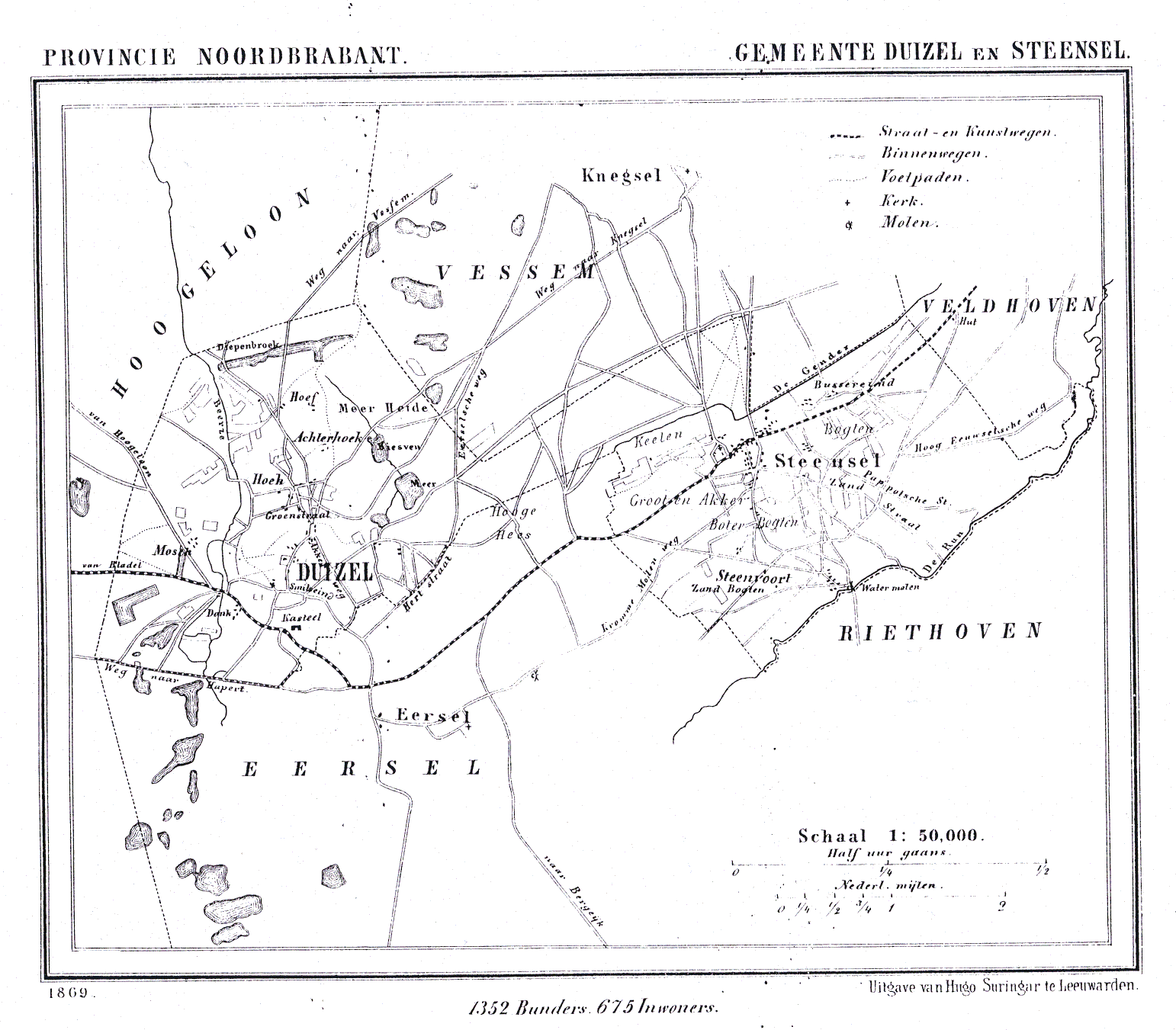
Duizel en Steensel in 1869

Het wapen van Duizel en Steensel

Duizel en Steensel was een Nederlandse gemeente die ontstond door een samenvoeging van de gemeenten Duizel en Steensel in 1810. De gemeente was 1352 bunder groot en bevatte de beide dorpen Duizel en Steensel benevens het gehucht Steenvoort. In 1922 gingen Duizel en Steensel op in de gemeente Eersel.